# Kanton Alzonne
Kanton Alzonne (fr. Canton d'Alzonne) je francouzský kanton v departementu Aude v regionu Languedoc-Roussillon. Skládá se z 11 obcí.

## Obce kantonu
- Alzonne
- Aragon
- Caux-et-Sauzens
- Montolieu
- Moussoulens
- Pezens
- Raissac-sur-Lampy
- Sainte-Eulalie
- Saint-Martin-le-Vieil
- Ventenac-Cabardès
- Villesèquelande